# Filipinas (Falcón)
El Filipinas es una formación de montaña ubicada en el estado Falcón, en el occidente de Venezuela. A una altitud de 1.275 m s. n. m., Filipinas es una de las montañas más altas de Falcón.

## Ubicación
El Filipinas es el punto más elevado de una región montañosa conocida como Fila Filipinas, al norte de la ciudad de Pecaya, territorio de indios Ajaguas. La Fila Filipinas es extensión suroeste de la Serranía de San Luis, al sur de la ciudad de Coro. Hacia el sur se continúa con la «Silla de Pecaya» y hacia el este con el Cerro Caritupe.

## Geografía
La fila Flipinas se encuentra en el corazón de la formación de Pecaya y expuesta a la acción del río Mitare. Su geología consiste esencialmente de lutitas calcáreas gris oscuro, descomponiendose a gris claro, en ocasiones casi blanco, generalmente lituitas que son físiles y limolíticas, con ocasionales capas delgadas de areniscas parduzcas y, en algunos casos, areniscas algo glauconíticas intercaladas con calizas con fragmentos bioclásticos.
Aunque se han descubierto foraminíferos en el sedimento, no se ha reportado la presencia de fósiles sobre el Filipinas ni sus alrededores.